# Jesper Drost
Pour les articles homonymes, voir Drost (homonymie).
Jesper Drost, né le 11 janvier 1993 à Nunspeet, est un footballeur néerlandais. Il évolue au poste de milieu offensif.

## Biographie

### En club
Il participe à la Ligue Europa avec les clubs du PEC Zwolle et du FC Groningue.

## Palmarès
- Champion des Pays-Bas de D2 en 2012 avec le PEC Zwolle
- Vainqueur de la Coupe des Pays-Bas en 2014 avec le PEC Zwolle
- Vainqueur de la Supercoupe des Pays-Bas en 2014 avec le PEC Zwolle